# Anthony T. Kronman
Anthony T. Kronman (* 12. Mai 1945 in Los Angeles) ist ein US-amerikanischer Rechtswissenschaftler.

## Leben
Kronman studierte nach seiner Schulzeit Rechtswissenschaften und Philosophie am Williams College und an der Yale University. Nach seinem Studium erhielt Kronman eine Anstellung als Hochschullehrer an der University of Chicago und später der Yale University. Von 1994 bis 2004 war Kronman als Nachfolger von Guido Calabresi Dekan der Yale Law School. Kronman lehrt und forscht zum Vertragsrecht, Naturrecht, dem Verhältnis von Religion und Recht.
1994 wurde Kronman in die American Academy of Arts and Sciences gewählt.

## Werke (Auswahl)
- Education's End: Why Our Colleges and Universities Have Given Up on the Meaning of Life, New Haven 2007, ISBN 9780300122886